# Max Beier
Max Walter Peter Beier (Spittal an der Drau, 6 aprile 1903 – Vienna, 6 luglio 1979) è stato un entomologo e aracnologo austriaco.
Dal 1927 ha curato la sezione degli ortotteri del dipartimento di entomologia del Museo di Storia Naturale di Vienna.

## Campo di studi
Si è occupato prevalentemente di mantidi ed ortotteri, divenendo un punto di riferimento internazionale in materia. In campo aracnologico si è interessato della tassonomia degli pseudoscorpioni, scoprendo nuovi generi e specie, e dei ragni della Grecia occidentale.

## Taxa denominati in suo onore
- Dysdera beieri Deeleman-Reinhold, 1988 - ragno della famiglia Dysderidae
- Pseudattulus beieri Caporiacco, 1955 - ragno della famiglia Salticidae
- Mantis beieri Roy, 1999 - mantide della famiglia Mantidae

## Pubblicazioni
Di seguito alcune pubblicazioni:
- Max Beier, 1958 - Zoologische studien in west Griecheland Articolo in PDF